# Ralph Berzsenyi
Ralph Berzsenyi (n. 26 februarie 1909, Fiume, Austro-Ungaria – d. 10 iunie 1978, Budapesta, Republica Populară Ungară) a fost un trăgător de tir ce a reprezentat Ungaria, medaliat olimpic. A participat la o ediție a Jocurilor Olimpice (1936) în care a câștigat o medalie de argint.

## Participări
Lista de mai jos prezintă principalele competiții la care a participat Ralph Berzsenyi de-a lungul carierei.
- shooting at the 1936 Summer Olympics – men's 50 metre rifle, prone[*]